# كريستوفر فاوست
كريستوفر فاوست (بالألمانية: Christopher Faust)‏ هو مدرب رياضي ألماني، ولد في 4 ديسمبر 1968 في فرانكفورت في ألمانيا.